# ドラマアゲイン
『ドラマアゲイン』は、2009年3月30日から琉球放送が編成しているテレビドラマ放送枠である。後に『ひるドラ』と改題。

## 概要
2009年3月、TBSの大幅な番組改編により、かつて『2時っチャオ!』が放送されていた時間帯がローカルセールス枠化するのに伴い、琉球放送は定期的なドラマ枠を設けることになった。2008年までは、『砂の器』などを日本テレビ製作バラエティ番組の枠で番組を休止して再放送していたこともある。
2010年8月16日からはドラマの再放送だけでなく、過去に琉球放送で打ち切りになった日本テレビ製作水曜ドラマ作品の集中放送も行っている。

## 編成時間
いずれの時期においても終了時刻は多少変動。日によっては枠を大幅に拡大し、ドラマを2本放送する場合がある。祝日や年末年始にはスポーツ中継などで休止になることがある。
- 月曜 - 木曜 14:55 - 15:50 （2009年3月30日 - 2009年7月16日）
- 月曜 - 木曜 13:58 - 14:52 （2009年7月20日 - 2009年9月24日）
- 月曜 - 木曜 13:59 - 14:53 （2009年9月28日 - 2009年12月16日）
- 月曜 - 木曜 13:55 - 14:35 （2009年12月17日 - 2009年12月24日）
- 月曜 - 木曜 13:55 - 14:50 （2010年1月4日 - 2009年9月30日）
- 月曜 - 水曜 14:00 - 14:55 （2010年10月4日 - ）

## 放送作品

### TBS製作ドラマの再放送

#### 2009年
タイトル末尾に☆を付した作品は14:55 - 15:50に放送された作品。
- 砂時計（2話連続放送）☆
- ROOKIES☆
- 高校教師（1993年版）☆
- 女系家族☆
- ドラゴン桜
- セーラー服と機関銃
- Tomorrow〜陽はまたのぼる〜
- 高原へいらっしゃい
- 汚れた舌
- 弁護士のくず
- 新しい風（月曜 9:55 - 10:50から移動）
- 冗談じゃない!

#### 2010年
- 白夜行
- 肩ごしの恋人
- ゴッドハンド輝
- 鉄板少女アカネ!!
- パパとムスメの7日間
- 花より男子
- MR.BRAIN
- ROOKIES （再々放送）

### 日本テレビ製作水曜ドラマ
- 曲げられない女（2010年8月16日 - 2010年9月1日、初日は2話連続放送）
- アイシテル〜海容〜（2010年9月6日 - 2010年9月22日、初回は2話連続放送、14日には放送休止）
- Mother （2010年9月27日 - 2010年10月19日）
- ハケンの品格（2010年10月20日 - 2010年11月10日、再放送）

### 韓国ドラマ
- 宮 -Love in Palace-
- コーヒープリンス1号店
- 華麗なる遺産
- ロイヤルファミリー